# Juan Bautista González Alcázar
Juan Bautista González Alcázar, O.M.D. (řeholním jménem: Jan Křtitel od Nejsvětější svátosti; 9. července 1554 Huete – 5. října 1616 Madrid) byl španělský římskokatolický duchovní a zakladatel Bosých mercedariánů.

## Život
Narodil se 9. července 1554 v obci Huete v provincii Cuenca, jako syn Juana Gonzáleze a Juliany Alcázar. Měl čtyři sourozence z nichž dva jeho bratři se také staly mercedariány. Ve dvou letech přišel o otce a přestěhoval se s matkou do Madridu. Zde získal gramatické vzdělání a roku 1571 odešel do Olmeda, kde jeho bratr Cristóbal působil jako lektor umění.
V Olmedu vstoupil do Řádu mercedariánských rytířů. Dne 7. června 1573 složil své řeholní sliby a byl přemístěn do kláštera v Toledu. Zde dokončil teologické vzdělání, po kterém byl vysvěcen na kněze. Jeho touhu bylo reformovat řád po příkladu svaté Terezie od Ježíše a svatého Jana od Kříže. Roku 1578 proto odešel do Peru, kde měl v úmyslu začít svou reformu. Po pěti letech však došel k závěru, že není vhodná doba. Přes prosby limského arcibiskupa Turibiuse z Mongroveja se vrátil do vlasti.
V Madridu se stal hlavním sakristánem kostela Virgen de los Remedios. Díky pomoci hraběnky z Castellaru, která mu věnovala domy a pozemky, mohl zahájit dílo tehdy známé jako Rekolekce. Dne 19. dubna 1603 byly v Madridu podepsány dvě listiny o založení dvou reformovaných klášterů v Andalusii: v El Viso del Alcor a v Almoraima. V dubnu 1603 byly schváleny nové stanovy bosých mercedariánů a 8. května stejného roku přešli čtyři mercedariánští řeholníci do nového řádu. Prvním představeným refermovaného řádu se stal právě otec Juan.
Zemřel 5. října 1616 v Madridu. V této době již existovalo osmnáct klášterů ve Španělsku a šest na Sicílii.

## Proces svatořečení
Jeho proces svatořečení byl zahájen v madridské arcidiecézi a náleží mu titul Ctihodný.